# Protaphis knowltoni
Protaphis knowltoni är en insektsart som först beskrevs av Hottes och Theodore Henry Frison 1931.  Protaphis knowltoni ingår i släktet Protaphis och familjen långrörsbladlöss. Inga underarter finns listade i Catalogue of Life.